# Jason Patric
Jason Patric, född 17 juni 1966 i Queens i New York, är en amerikansk skådespelare. Patric är son till skådespelaren/dramatikern Jason Miller och dotterson till skådespelaren Jackie Gleason. Han växte upp i New Jersey.

## Filmografi i urval
- 1986 – Solarbabies
- 1987 – The Lost Boys
- 1988 – The Beast of War
- 1990 – Möte med Frankenstein
- 1991 – Rush
- 1993 – Geronimo
- 1996 – Sleepers
- 1997 – Speed 2: Cruise Control
- 1997 – Farlig identitet
- 1998 – Your Friends and Neighbors
- 2002 – Narc
- 2004 – The Alamo
- 2007 – In the Valley of Elah
- 2008 – Downloading Nancy
- 2009 – Allt för min syster
- 2010 – The Losers
- 2013 – Cavemen
- 2014 – The Prince
- 2016 – Wayward Pines (TV-serie, tio avsnitt)
- 2017 – The Yellow Birds
- 2023 – Strange Darling